# Philippe Cattiau
Philippe Louis Eugène Cattiau (Saint-Malo, 28 juli 1892 - aldaar, 18 februari 1962) was een Frans schermer.
Cattiau won tijdens vijf deelnames aan de Olympische Zomerspelen zeven medailles. Cattiau  won in 1920 de zilveren medaille zowel individueel als in teamverband met het wapen floret. Vier jaar later in eigen land werd Cattiau olympisch kampioen met het floret team en moest individueel wederom genoegen nemen met het zilver achter zijn landgenoot Roger Ducret. In 1928 won Cattiau  zilver met het floret team. Tijdens de Olympische Zomerspelen 1932 won Cattiau de gouden medaille met het floret team en het degen team. 
Cattiau was na afloop van zijn actieve carrière bondscoach van de Franse degen- en floretschermers. 

## Resultaten

### Olympische Zomerspelen
| Jaar | Plaats      | Resultaten                                |
| ---- | ----------- | ----------------------------------------- |
| 1920 | Antwerpen   | floret floret team                        |
| 1924 | Parijs      | floret team floret                        |
| 1928 | Amsterdam   | floret team 5e floret                     |
| 1932 | Los Angeles | degen team floret team 6e degen 9e floret |
| 1936 | Berlijn     | degen team                                |

### Wereldkampioenschappen schermen
| Jaar | Plaats | Resultaten  |
| ---- | ------ | ----------- |
| 1937 | Parijs | floret team |

1908: Alibert, Berger, Collignon, Gravier, Lippmann, Olivier, Stern ·
1912: H. Anspach, P. Anspach, Hennet, Ochs, Salmon, Willems ·
1920: Allocchio, Bozza, Canova, Costantino, Marrazzi, A. Nadi, N. Nadi, Olivier, Thaon di Revel, Urbani ·
1924:  Buchard, Ducret, Gaudin, Labatut, Liottel, Lippmann, Tainturier ·
1928:  Agostoni, Basletta, M. Bertinetti, Cornaggia-Medici, Minoli, Riccardi ·
1932: Buchard, Cattiau, Jourdant, Piot, Schmetz, Tainturier ·
1936: Brusati, Cornaggia-Medici, E. Mangiarotti, Pezzana, Ragno, Riccardi ·
1948: Artigas, Desprets, Guérin, Huet, Lepage, Pécheux ·
1952: Battaglia, F. Bertinetti, Delfino, D. Mangiarotti, E. Mangiarotti, Pavesi ·
1956: Anglesio, F. Bertinetti, Delfino, E. Mangiarotti, Pavesi, Pellegrino ·
1960: Delfino, E. Mangiarotti, Marini, Pavesi, Pellegrino, Saccaro ·
1964: Bárány, Gábor, Kausz, Kulcsár, Nemere ·
1968: Fenyvesi, Kulcsár, Nagy, Nemere, P. Schmitt ·
1972: Erdős, Fenyvesi, Kulcsár, Osztrics, P. Schmitt ·
1976: Edling, Von Essen, Flodström, Högström, Jacobson ·
1980: Boisse, Gardas, Picot, Riboud, Salesse ·
1984: Borrmann, Fischer, Heer, Nickel, Pusch ·
1988: Delpla, Henry, Lenglet, Riboud, Srecki ·
1992: Borrmann, Felisiak, Proske, Resnitstsjenko, A. Schmitt ·
1996: Cuomo, Mazzoni, Randazzo ·
2000: Mazzoni, Milanoli, Randazzo, Rota ·
2004: Boisse, F. Jeannet, J. Jeannet, Obry ·
2008: F. Jeannet, J. Jeannet, Robeiri ·
2016: Borel, Grumier, Jérent, Lucenay ·
2020: Kano, Minobe, Yamada, Uyama ·
2024: Koch, Andrásfi, Siklósi, Nagy
1904: Fonst, Díaz, Van Zo Post ·
1920: Baldi, Costantino, A. Nadi, N. Nadi, Olivier, Puliti, Speciale, Terlizzi ·
1924: Cattiau, Coutrot, de Luget, Ducret, Gaudin, Jobier, Labatut, Perotaux ·
1928: Chiavacci, Gaudini, Guaragna, Pessina, Pignotti, Puliti ·
1932: Bondoux, Bougnol, Cattiau, Gardère, Lemoine, Piot ·
1936: Bocchino, Di Rosa, Gaudini, Guaragna, Marzi, Verratti ·
1948: Bonin, Bougnol, de Buhan, Lataste, d'Oriola, Rommel ·
1952: de Buhan, Lataste, Netter, Noël, d'Oriola, Rommel ·
1956: Bergamini, Carpaneda, Di Rosa, Lucarelli, Mangiarotti, Spallino ·
1960: Midler, Roedov, Sissikin, Svesjnikov, Zjdanovitsj ·
1964: Midler, Sissikin, Sjarov, Svesjnikov, Zjdanovitsj ·
1968: Berolatti, Dimont, Magnan, Noël, Revenu ·
1972: Dąbrowski, Godel, Kaczmarek, Koziejowski, Woyda ·
1976: Bach, Behr, Hein, Reichert, Sens-Gorius ·
1980: Bonin, Boscherie, Flament, Jolyot, Pietruszka ·
1984: Borella, Cerioni, Cipressa, Numa, Scuri ·
1988: Aptsiaoeri, Ibragimov, Koretsky, Mamedov, Romankov ·
1992: Koch, Schreck, Wagner, Weidner, Weißenborn ·
1996: Mamedov, Pavlovitsj, Sjevtsjenko ·
2000: Ferrari, Guyart, Lhotellier, Plumenail ·
2004: Cassarà, Sanzo, Vanni, Zennaro ·
2012: Valerio Aspromonte, Avola, Baldini, Cassarà ·
2016: Achmatchoezin, Safin, Tsjeremisinov ·
2020: Le Péchoux, Lefort, Mertine, Pauty ·
2024: Iimura, Matsuyama, Shikine, Nagano